# Kwolyin
Kwolyin is een plaats in de regio Wheatbelt in West-Australië.

## Geschiedenis
Ten tijde van de Europese kolonisatie vormde de streek de grens tussen de leefgebieden van de Njakinjaki en Balardong Nyungah. De Balardong werden door de langs de kust levende Aborigines de 'Boijangura', het "heuvelvolk", genoemd. Van de Njakinjaki zegden de zuidelijke stammen dat ze naakt liepen en een onverstaanbare taal spraken. De meer noordelijk levende Kalamaia noemden de Njakkinjaki de 'Mudila' omdat ze niet aan circumcisie deden.
In 1864 maakte ontdekkingsreiziger Charles Cooke Hunt melding van een heuvel, de 'Qualyin Hill'. Toen in 1908 plannen ontstonden voor een spoorweg tussen Quairading en Bruce Rock vroegen plaatselijke kolonisten om langs de spoorweg een dorp op te richten. De overheid stemde toe en selecteerde een locatie nabij een waterbron, de 'Coarin Spring'. In 1913 werd het dorp officieel gesticht. Het werd eerst naar de waterbron vernoemd. Omdat de naam te veel op de reeds elders gebruikte plaatsnaam Kauring leek werd het dorp hernoemd naar de heuvel, 'Kwollyinn'. De spelling werd vervolgens aangepast volgens de spellingregels voor Aboriginesnamen. De betekenis van de naam Kwolyin is niet bekend.
In 1914 opende in Kwolyin een coöperatieve winkel, een hotel en een gemeenschapszaal, de 'Kwolyin Hall'. In 1916 werd Shackleton in plaats van Kwolyin op C.Y. O'Connors meer dan 500 kilometer lange waterpijpleiding naar de oostelijke goudvelden aangesloten. Hierdoor kende Shackleton in tegenstelling tot Kwolyin vooruitgang. De plaatselijke middenstand van Kwolyin verhuisde langzaamaan naar Shackleton. Vanaf 1920 tot 1927 werd les gegeven in de gemeenschapszaal. In 1927 werd daarvoor verhuisd naar een nieuw schoolgebouw. Het schooltje werd in 1957 naar Shackleton verhuisd.
In 1933 werd een graansilo aan het nevenspoor in Kwolyin gebouwd. De silo bleef in gebruik tot 1971.
In 1955 werd de 'Church of Immaculate Conception' geopend. Tot mei 1976 vonden er regelmatig misvieringen plaats. Sindsdien wordt de kerk enkel nog voor doopsels gebruikt. Het hotel, dat het middelpunt van het sociale leven was na de afbraak van de gemeenschapszaal, brandde in 1992 af.

## Beschrijving
Kwolyin maakt deel uit van het lokale bestuursgebied (LGA) Shire of Bruce Rock, een landbouwdistrict.
In 2021 telde Kwolyin 20 inwoners, tegenover 132 in 2006.

## Bezienswaardigheden
Kwolyin heeft een kampplaats vanwaar wandelpaden en de Pioneer Walk Trail aanvangen.
De Kokerbin Rock, gelegen in het natuurreservaat 'Kokerbin Nature Reserve', is Australiës op twee na grootste monoliet. Net ten oosten van Kokerbin Rock ligt het natuurreservaat 'Kwolyin Nature Reserve'.

## Transport
Kwolyin ligt 203 kilometer ten oosten van de West-Australische hoofdstad Perth, 47 kilometer ten zuiden van het aan de Great Eastern Highway gelegen Kellerberrin en 50 kilometer van Bruce Rock, de hoofdplaats van het lokale bestuursgebied waarvan het deel uitmaakt.
De spoorweg die langs Kwolyin loopt maakt deel uit van het goederenspoorwegnetwerk van Arc Infrastructure.

## Externe links

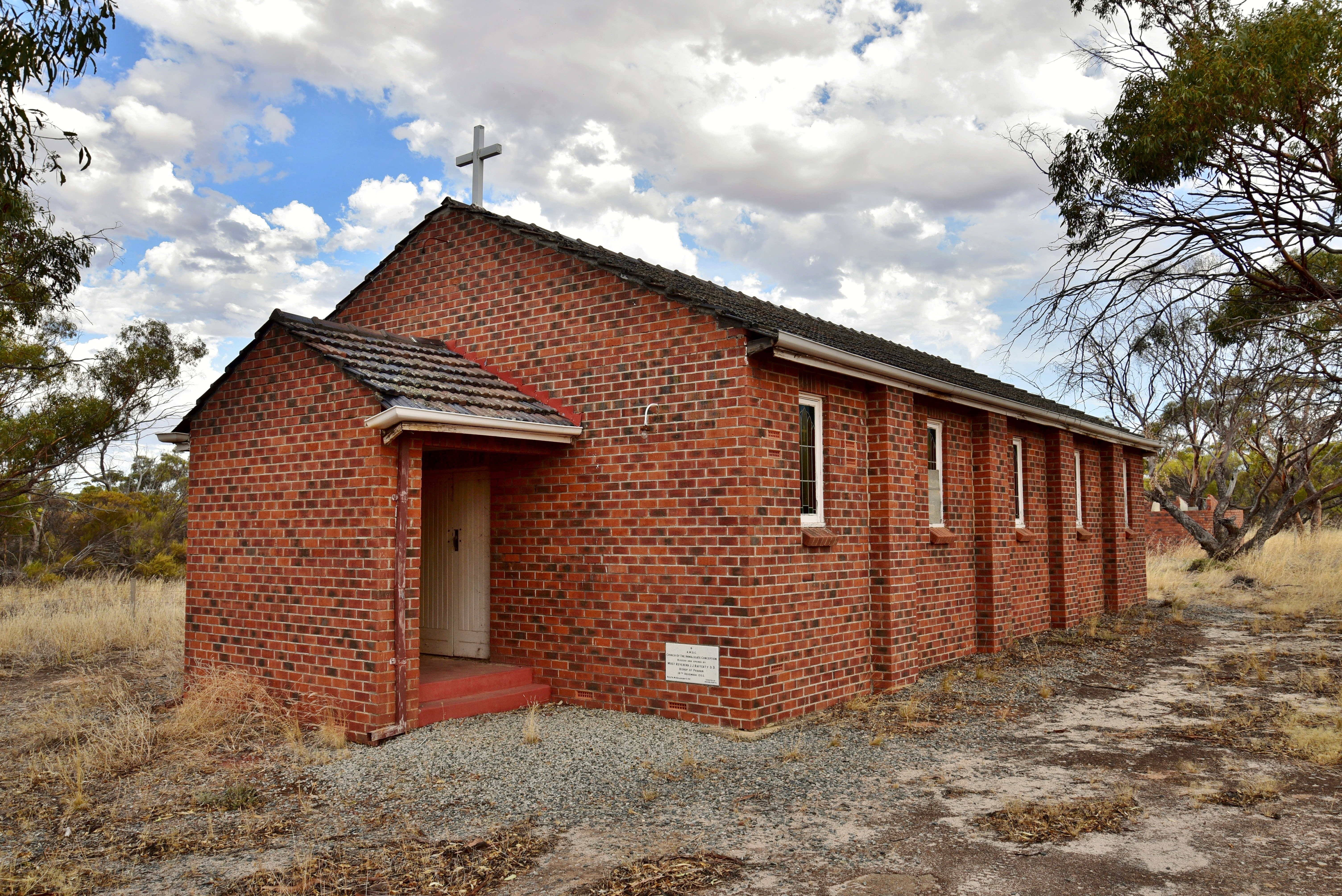
Church of the Immaculate Conception

## Klimaat
Kwolyin kent een koud steppeklimaat, BSk volgens de klimaatclassificatie van Köppen. De gemiddelde jaarlijkse temperatuur bedraagt 17,2 °C en de gemiddelde jaarlijkse neerslag ligt rond 320 mm.